# Henri von Mecklenburg
Henri von Mecklenburg (* 1976 in Neubrandenburg) ist ein deutscher Schauspieler und Sprecher.

## Leben
Mecklenburg absolvierte nach der Bundeswehr ein Studium zum Diplom-Finanzwirt (CoB) und arbeitete viele Jahre in dem Beruf. Neben seiner beruflichen Tätigkeit engagierte er sich als Sponsor bei kleineren Filmproduktionen. Von 2019 bis 2022 studierte er an der Berliner Schule für Schauspiel. Seitdem ist er als Darsteller, Schauspieler, Moderator und Sprecher tätig.

## Filmografie (Auswahl)
- 2021: Ku’damm 63 (Fernsehserie)
- 2021: Gefährliche Wahrheit (Fernsehfilm)
- 2021: Blackout (Miniserie)
- 2021: Dengler: Kreuzberg Blues (Fernsehserie)
- 2021: Die Jägerin – Nach eigenem Gesetz (Fernsehserie)
- 2021: K11 – Die neuen Fälle (Fernsehserie)
- 2021: Die Heiland – Wir sind Anwalt (Fernsehserie)
- 2021: Gute Zeiten, schlechte Zeiten (Fernsehserie)
- 2021: Nihat – Alles auf Anfang (Fernsehserie)
- 2022: Strafe (Fernsehserie)
- 2022: Tatort: Das Mädchen, das allein nach Haus’ geht (Fernsehserie)
- 2023: München Laim, Folge "Laim und die schlafenden Hunde"
- 2023: John Wick: Kapitel 4 (Kinofilm)
- 2024: Gute Zeiten, schlechte Zeiten (Fernsehserie)